# 室本隆司
室本 隆司（むろもと たかし、1959年9月21日 - ）は日本の農水官僚。

## 人物
大阪府出身。京都大学農学部卒業後、1982年に農業土木の技官として農林水産省入省。主に農村振興局（構造改善局）で勤務し、1999年から2002年まで島根県で農村整備課長、2004年近畿農政局整備部設計課長、2006年4月農村振興局総務課調査官。2012年農村振興局整備部設計課長、2013年7月農村振興局整備部長、2015年農村振興局次長、2018年7月農村振興局長となり2019年辞職。

## 略歴
- 国家上級甲(農業工学）
- 1982年4月：農林水産省採用、構造改善局建設部水利課[1]
- 1990年5月：農林水産省北陸農政局日野川用水農業水利事業所桝谷支所長
- 1991年4月：農林水産省北陸農政局日野川用水農業水利事業所工事課長
- 1991年4月：農林水産省北陸農政局日野川用水農業水利事業所工事第一課長
- 1993年4月：農林水産省構造改善局建設部設計課付(研究休職）
- 1995年10月：農林水産省構造改善局総務課課長補佐(災害対策）
- 1997年4月：農林水産省構造改善局建設部水利課課長補佐(国営第1班担当）
- 1999年4月：島根県農林水産部農地整備課長
- 2001年4月 島根県農林水産部農村整備課長
- 2002年4月 農林水産省農村振興局整備部設計課付(研究休職）
- 2004年4月 農林水産省近畿農政局整備部設計課長
- 2006年4月 農林水産省農村振興局総務課調査官（併）農林水産省農村振興局整備部設計課
- 2008年8月 農林水産省農村振興局整備部設計課首席農業土木専門官
- 2011年4月 農林水産省農村振興局整備部設計課計画調整室長
- 2012年4月 農林水産省農村振興局整備部農村整備官
- 2012年9月 農林水産省農村振興局整備部設計課長
- 2013年7月 農林水産省農村振興局整備部長
- 2015年8月 農林水産省農村振興局次長
- 2018年7月 農林水産省農村振興局長（併）復興庁付
- 2019年7月 退職
- 全国土地改良事業団体連合会専務理事